# You’re a Special Part of Me
«You’re a Special Part of Me» (с англ. — «Ты — особая часть меня») — песня, записанная американскими исполнителями Дайаной Росс и Марвином Гэем для их совместного студийного альбома Diana & Marvin в 1972 году. Песня была выпущена как сингл в 1973 году и смогла достигнуть 4-го места в R&B-чарте и 12-го в чарте Billboard Hot 100.

## Позиции в хит-параде
| Хит-парад (1973)                      | Высшая позиция |
| ------------------------------------- | -------------- |
| Канада (RPM Top Singles)              | 25             |
| США (Billboard Hot 100)               | 12             |
| США (Billboard Hot R&B/Hip-Hop Songs) | 4              |
| США (Billboard Adult Contemporary)    | 43             |
| США (Cash Box Top 100)                | 14             |